# Jesionowo (Pieniężno)
Jesionowo (deutsch Eschenau) ist ein Dorf in der polnischen Woiwodschaft Ermland-Masuren. Es gehört zur Stadt- und Landgemeinde Pieniężno (Mehlsack) im Powiat Braniewski (Kreis Braunsberg).

## Geographische Lage
Jesionowo liegt im Nordwesten der Woiwodschaft Ermland-Masuren, 38 Kilometer südöstlich der Kreisstadt Braniewo (deutsch Braunsberg).

## Geschichte
Eschenau wurde 1874 als Landgemeinde in den neu errichteten Amtsbezirk Lichtenau (polnisch Lechowo) im ostpreußischen Kreis Braunsberg, Regierungsbezirk Königsberg, eingegliedert und gehörte bis 1945 dazu.
Im Jahre 1910 waren in Eschenau 235 Einwohner gemeldet. Ihre Zahl belief sich 1933 auf 228 und 1939 auf 193.
Mit der Abtretung des gesamten südlichen Ostpreußen 1945 in Kriegsfolge an Polen erhielt Eschenau die polnische Namensform „Jesionowo“. Das Dorf ist heute eine Ortschaft im Verbund der Gmina Pieniężno (Stadt- und Landgemeinde Mehlsack) im Powiat Braniewski (Kreis Braunsberg), von 1975 bis 1998 der Woiwodschaft Elbląg, seither der Woiwodschaft Ermland-Masuren zugehörig.

## Religion
Eschenau war bis 1945 wie Jesionowo seither in die römisch-katholische Pfarrei Lechowo (Lichtenau) eingegliedert, die heute zum Erzbistum Ermland gehört. 
Die evangelischen Einwohner gehörten bis 1945 zur Pfarrkirche in Mehlsack in der Kirchenprovinz Ostpreußen der Kirche der Altpreußischen Union. Heute ist das Dorf der Diözese Masuren der Evangelisch-Augsburgischen Kirche in Polen zugeordnet.

## Verkehr
Jesionowo kann von der Woiwodschaftsstraße 513 vom Abzweig Miłkowo (Millenberg) aus direkt erreicht werden. Das Dorf selber liegt an einer Nebenstraße, die Lechowo (Lichtenau) mit Babiak (Frauendorf) verbindet – auf einem Straßenabschnitt der einstigen deutschen Reichsstraße 142, die bis 1945 von Wehlau (heute russisch Snamensk) über Bartenstein (heute polnisch Bartoszyce) bis nach Braunsberg (polnisch Braniewo) verlief.
Eine Bahnanbindung besteht nicht.